# Херсонский сюжет в «Мёртвых душах» Гоголя
Херсонский сюжет в произведении русского писателя Николая Гоголя «Мёртвые души» выделяется и отмечается вниманием литературоведами и критиками. 
Суть сюжета заключается в наделении Павла Ивановича Чичикова, главного героя произведения, скупающего несуществующих крестьян, титулом «херсонского помещика», статусу которого верят чиновники, подразумевая, что он и есть «херсонский помещик», переселяющий крестьян, тогда как Чичиков, зная, что он не настоящий «херсонский помещик», тем не менее отождествляет с собой этот статус и воображает себя таковым.

## Суть херсонского сюжета
Упоминание о Херсонской губернии возникает в начале восьмой главы «Мёртвых душ», вначале как импровизированный ответ Чичикова председателю Ивану Григорьевичу на вопрос, о том, куда намечен вывод купленных крестьян, а далее в качестве досужей сплетни, которая циркулирует по уездному городу и создаёт Чичикову репутацию «херсонского помещика». Доктор филологических наук, профессор русской литературы в Университете «Рома Тре» Карла Соливетти пишет, что читатель догадывается о вымышленности поместья, однако достоверно об этом, равно как и персонажи, читатель знать не может. «Таким образом, — пишет Соливетти — херсонское поместье подано как желанный, но пока что, видимо, не существующий конечный пункт путешествия Чичикова».
План приобретения мёртвых крестьян, задуманный Чичиковым, определяется устами самого главного героя таким образом:

Правда, без земли нельзя ни купить, ни заложить. Да ведь я куплю на вывод, на вывод; теперь земли в Таврической и Херсонской губерниях отдаются даром, только заселяй. Туда я их всех и переселю! в Херсонскую их! пусть их там живут! А переселение можно сделать законным образом, как следует по судам. […] Деревню можно назвать Чичикова слободка, или по имени, данному при крещении: сельцо Павловское.

В новой действительности, определяемой Чичиковым как и реальная географическая территория Херсонской губернией, определяется место и для Чичиковой слободки, и для «переселяемых» крестьян. Литературовед и культуролог Владислав Кривонос определяет эту «чичиковскую» действительность как подобие заколдованного места, на которое Чичикову мысленно стоит вступить, «как „несуществующие“ крестьяне облекаются в плоть и кровь, а сам он оборачивается помещиком, будто владеющим живыми душами».
Учёный-лингвист Л. Ф. Миронюк пишет, что «отсутствующее, наделяемое не относящимися к нему признаками, оказывается в наличии; возникает характерная для гоголевского письма онтологическая путаница, приводящая к своеобразному стиранию граней бытия-небытия, явного-мнимого». По мере развития „херсонского“ сюжета эта путаница только нарастает — пишет Кривонос.
Кривонос считает, что маршрут переселения чичиковских крестьян «получает таким образом историко-географическую и историко-психологическую мотивировку, что, существенно для понимания чичиковского плана, если рассматривать его в контексте исторического времени». Выбор Чичиковым конечной точки переселения, по мнению Кривоноса, «при этом не объясняет, какое место отведено автором Херсонской губернии (не как географической территории, а как порожденной чичиковским планом пространственной фикции) в пространственно-символической конфигурации поэмы».
Гоголь своё отношение к чичиковской авантюре выражает разными средствами, в том числе и посредством комической обработки идей «греческого проекта» Екатерины II, предусматривавшего присоединение Крыма, с которым «Россия получала свою долю античного наследства» и возвращалась туда, где «брало начало русское христианство», принятое в древнем Херсонесе, в память о котором был назван вновь построенный Херсон.
Кривонос резюмирует оценку сюжета утверждением, что «фиктивность „земного рая“, локализованного в Херсонской губернии, соответствует фиктивному статусу „херсонского помещика“, как со смехом обращается к Чичикову на балу у губернатора Ноздрев („А, херсонский помещик, херсонский помещик!“), горланя, что он „торгует мертвыми душами“».
Соливетти считает, что для понимания литературных замыслов Гоголя необходимо учитывать неоднозначность отсылки к Херсону как топониму. Филолог выделяет три вероятные грани оценки Херсона. Первой назван «реальный образ малоосвоенных территорий на южных окраинах империи, о которых ходили легенды как среди дворян, так и в среде крепостных крестьян, мечтавших получить вольную и перебраться на более плодородные земли». Вторая грань связана с ассоциацией Херсонской губернии с так называемыми «потемкинскими деревнями» и сравнениями Чичикова с Потёмкиным. Третьей гранью, которую Соливетти называет наиболее тонкой метафорической связью, является отсылка названия южноукраинского города Херсона к Херсонесу Таврическому. «На наиболее глубоком, „религиозно-эзотерическом“ уровне Гоголю требовалось найти в русском универсуме топоним, способный выступать символом христианского преображения нации, символом возврата „мертвых душ“ – крестьян-христиан – к утраченному ими истоку высшей духовности. Иначе говоря, ему было необходимо найти географическое название, которое отсылало бы не только к природному и социально-историческому, но также и сакрально-метафизическому пространству. Как сама Херсонская губерния, так и ее название весьма подходили для замысла Гоголя» — считает Соливетти.